# Allouez
Allouez és una població dels Estats Units a l'estat de Wisconsin. Segons el cens del 2000 tenia 15.443 habitants.

## Demografia
Segons el cens del 2000, Allouez tenia 15.443 habitants, 5.397 habitatges, i 3.815 famílies. La densitat de població era de 1.287,8 habitants per km².
Dels 5.397 habitatges en un 32,1% hi vivien nens de menys de 18 anys, en un 61,5% hi vivien parelles casades, en un 7,2% dones solteres, i en un 29,3% no eren unitats familiars. En el 24,3% dels habitatges hi vivien persones soles el 10,3% de les quals corresponia a persones de 65 anys o més que vivien soles. El nombre mitjà de persones vivint en cada habitatge era de 2,45 i el nombre mitjà de persones que vivien en cada família era de 2,95.
Per edats la població es repartia de la següent manera: un 22,1% tenia menys de 18 anys, un 9% entre 18 i 24, un 31% entre 25 i 44, un 23,1% de 45 a 60 i un 14,7% 65 anys o més.
L'edat mediana era de 38 anys. Per cada 100 dones de 18 o més anys hi havia 117,4 homes.
La renda mediana per habitatge era de 55.850 $ i la renda mediana per família de 62.855 $. Els homes tenien una renda mediana de 40.055 $ mentre que les dones 26.822 $. La renda per capita de la població era de 25.535 $. Aproximadament l'1,4% de les famílies i el 3,5% de la població estaven per davall del llindar de pobresa.

## Poblacions més properes
El següent diagrama mostra les poblacions més properes.